# Musca mallochi
Musca mallochi este o specie de muște din genul Musca, familia Muscidae, descrisă de Thompson și Adrian C. Pont în anul 1994. Conform Catalogue of Life specia Musca mallochi nu are subspecii cunoscute.